# Olympische Sommerspiele 1972/Teilnehmer (Niger)
| Gelbes Symbol für Goldmedaillen mit stilisierten Olympischen Ringen | Graues Symbol für Silbermedaillen mit stilisierten Olympischen Ringen | Braundes Symbol für Bronzemedaillen mit stilisierten Olympischen Ringen |
| ------------------------------------------------------------------- | --------------------------------------------------------------------- | ----------------------------------------------------------------------- |
| —                                                                   | —                                                                     | 1                                                                       |

Niger nahm an den Olympischen Sommerspielen 1972 in München mit einer Delegation von vier Sportlern (allesamt Männer) teil. Bei diesen Olympischen Spielen gewann man die jahrzehntelang einzige Medaille in der nigrischen Geschichte.

## Medaillengewinner

### Bronze
| Name          | Sportart | Wettkampf         |
| ------------- | -------- | ----------------- |
| Issaka Daboré | Boxen    | Halbweltergewicht |

## Teilnehmer nach Sportarten

### Boxen
- Mayaki Seydou
Bantamgewicht: 17. Platz

- Harouna Lago
Federgewicht: 33. Platz

- Issaka Daboré
Halbweltergewicht: Bronze

- Issoufou Habou
Halbmittelgewicht: 17. Platz